# Irwin Winkler
Irwin Winkler (ur. 25 maja 1931 w Nowym Jorku) – amerykański producent i reżyser filmowy.

## Życiorys
Jest producentem około 50 filmów, z których wiele przeszło do legendy kina. Słynny dramat Rocky (1976) przyniósł mu Oscara w kategorii Najlepszego filmu. Kolejne produkowane przez niego filmy: Wściekły Byk (1980), Pierwszy krok w kosmos (1983) i Chłopcy z ferajny (1990) otrzymały nominację do Oscara w tej samej kategorii. W latach 90. zajął się także reżyserią. Zrealizował 7 filmów fabularnych, z których największe uznanie przyniósł mu reżyserski debiut z 1991 pt. Czarna lista Hollywood, opowiadający o czasach makkartyzmu w „fabryce snów”.

## Filmografia
Producent:

- Wielkie kłopoty (1967; reż. Norman Taurog)
- Czyż nie dobija się koni? (1969; reż. Sydney Pollack)
- Truskawkowe oświadczenie (1970; reż. Stuart Hagmann)
- Gang, który nie umiał strzelać (1971; reż. James Goldstone)
- Mechanik (1972; reż. Michael Winner)
- Jak się zabawić? (1972; reż. Irvin Kershner)
- Szpiegomania (1974; reż. Irvin Kershner)
- Gracz (1974; reż. Karel Reisz)
- Ucieczka z otchłani (1975; reż. Tom Gries)
- Rocky (1976; reż. John G. Avildsen)
- Nickelodeon (1976; reż. Peter Bogdanovich)
- Valentino (1977; reż. Ken Russell)
- New York, New York (1977; reż. Martin Scorsese)
- Rocky II (1979; reż. Sylvester Stallone)
- Wściekły Byk (1980; reż. Martin Scorsese)
- Prawdziwe wyznania (1981; reż. Ulu Grosbard)
- Autor! Autor! (1982; reż. Arthur Hiller)
- Rocky III (1982; reż. Sylvester Stallone)
- Pierwszy krok w kosmos (1983; reż. Philip Kaufman)
- Rewolucja (1985; reż. Hugh Hudson)
- Rocky IV (1985; reż. Sylvester Stallone)
- Około północy (1986; reż. Bertrand Tavernier)
- Zdradzeni (1988; reż. Costa-Gavras)
- Pozytywka (1989; reż. Costa-Gavras)
- Chłopcy z ferajny (1990; reż. Martin Scorsese)
- Rocky V (1990; reż. John G. Avildsen)
- Mroki miasta (1992; reż. Irwin Winkler)
- System (1995; reż. Irwin Winkler)
- Pod presją (1996; reż. Brian Gibson)
- Dotyk miłości (1999; reż. Irwin Winkler)
- Kroniki portowe (2001; reż. Lasse Hallström)
- Życie jak dom (2001; reż. Irwin Winkler)
- Nigdy więcej (2002; reż. Michael Apted)
- De-Lovely (2004; reż. Irwin Winkler)
- Odwaga i nadzieja (2006; reż. Irwin Winkler)
- System 2.0 (2006; reż. Charles Winkler)
- Mechanik (2011; reż.  Simon West)
- Anatomia strachu (2011; reż. Joel Schumacher)

Reżyser:
- Czarna lista Hollywood (1991); także scenariusz
- Mroki miasta (1992)
- System (1995)
- Dotyk miłości (1999)
- Życie jak dom (2001)
- De-Lovely (2004)
- Odwaga i nadzieja (2006)